# Titòrea
Titòrea (en grec, Τιθορέα) era una antiga ciutat grega de Fòcida. On era antigament, hi ha una població que conserva el mateix nom.

## Origen
En època d'Heròdot, sembla que Titòrea era el topònim que designava el cim de la muntanya del Parnàs, on els focis van escapar de l'exèrcit aquemènida de Xerxes I de Pèrsia l'any 480 abans de la nostra era. Després, denominava la ciutat que, després de la destrucció de Neon, fou reconstruïda al peu de la muntanya.

## Descripció de Pausànias
Pausànias esmenta una tradició segons la qual el nom de la ciutat procedia d'una nimfa que creixia entre les alzines. El mateix autor diu que Titòrea era una ciutat pròspera fins al seu declivi, una generació abans d'ell.
Com a llocs destacables de Titòrea, Pausanias destaca el teatre, l'àgora, un bosc sagrat d'Atena amb un temple, i una estàtua de la dea, així com la suposada tomba d'Antíope i de Focos, soterrats junts. Es deia que, quan el sol passava per Taure, els habitants de Titòrea agafaven terra del suposat sepulcre on es trobaven Zetos i Amfíon, que era a Tebes, i si aquesta terra es posava en contacte amb el sepulcre d'Antíope, els de Titòrea tindrien bona collita i els tebans roïna, per això els tebans havien posat sentinelles al sepulcre.
Passava a la vora de la ciutat el riu Càcales. L'oli que s'hi produïa era en menor quantitat que a l'Àtica o a Sició; es considerava, però, superior en qualitat que el de la península Ibèrica i el d'Ístria.

### Temple d'Asclepi
A seixanta estadis de la ciutat hi havia el Temple d'Asclepi Arcàgetes, amb una imatge del déu amb barba, feta en pedra, al qual retien culte els focis, que podien sacrificar-hi qualsevol cosa excepte cabres. Al temple hi havia cases per als devots i per als servidors del temple i fins i tot hi havia un llit a la dreta de la imatge d'Asclepi.

### Recinte sagrat d'Isis
A quaranta estadis del Temple d'Asclepi hi havia un recinte sagrat d'Isis, la dea egípcia, al qual sols podien accedir, segons els habitants de Titòrea, els qui Isis hi havia convidat en somnis. Se celebraven festes en honor a la dea dues vegades a l'any: a la primavera i a la fi de la tardor. Tres dies abans de cada festa els que podien accedir al recinte es purificaven amb un ritual secret. El primer dia, si trobaven alguna part de les víctimes de la festa anterior, la replegaven i la soterraven en un indret que era a dos estadis del recinte. El segon dia, els mercaders muntaven botigues amb canyes i materials improvisats; i el tercer dia s'hi venien esclaus i animals vestits d'or i argent. Després del migdia s'hi feien sacrificis, que solien ser de bous i cérvols els més rics, i de daines i pintades la resta. No s'hi podien pas sacrificar porcs, ovelles ni cabres. Les víctimes anaven embolcallades amb teles i es disposaven a la manera egípcia. Més tard, s'hi feia una processó amb les víctimes i, en acabant, cremaven les botigues.

## Titòrea actual
La Titòrea actual és un poble i antic municipi de Ftiòtida. Des de la reforma de l'administració local del 2011, és una unitat municipal d'Amfikleia-Elateia. Tenia una població al 2011 de 3.198 habitants.
La unitat municipal consta dels pobles de Kato Titòrea (seu de l'antic municipi) i els d'Agia Marina, Agia Paraskeví, Modi i Titòrea. Liakoura (antic Licorea), el cim més alt del Parnàs, arriba a una altura de 2.457 m, i s'estén per la part més meridional del terme municipal. El riu Cefís de Beòcia flueix per la vall del nord de Titòrea.